# أبو طلحة السوداني
أبو طلحه السوداني أو طارق عبد الله، عضو في تنظيم القاعدة وخبير متفجرات.
أبو طلحة متزوج من امرأة صومالية، حيث عاش في الصومال منذ عام 1993. شارك في استهداف قاعدة عسكرية أمريكية في جيبوتي. كما كان من ممولي تفجير سفارتي الولايات المتحدة 1998. قيل أنه تولى قيادة مقاتلي اتحاد المحاكم الإسلامية أثناء الحرب في الصومال. استهدفته القوات الجوية الأمريكية بغارة جوية قتل بها عدد كبير من المدنيين ورجال القبائل، وبالرغم من ذلك فشلت محاولة اغتياله. ذكر البنتاغون في أواخر نوفمبر 2007 أن أبا طلحة السوداني قد قُتِلَ. وأكد ذلك صالح علي صالح نبهان في 2 سبتمبر, 2008.
تدعي السلطات الأمريكية أنه سافر إلى جنوب لبنان مع سيف العدل، وتدرب مع حزب الله.

## وصلات خارجية
- Abu Talha al Sudani Profile at GlobalSecurity.org